# Station Glinojeck
Station Glinojeck is een spoorwegstation in de Poolse plaats Zygmuntowo.